# Cijambu (Cipongkor)
Cijambu is een bestuurslaag in het regentschap Bandung Barat van de provincie West-Java, Indonesië. Cijambu telt 5976 inwoners (volkstelling 2010).